# Сполето
Сполето (на италиански: Spoleto; на латински: Spoletium) е град и община в Централна Италия, регион Умбрия, в провинция Перуджа. Населението му е 39 122 (2008 г.) жители.

## История
Древният град Spoletium е колония от 241 пр.н.е. През 217 пр.н.е. Сполетиум е нападнат от Ханибал и жителите му го отблъскват. След това градът е съюзник с Рим. По време на гражданските войни той страда от войските на Марий и Сула. Сула присвоява града и околностите му през 82 пр.н.е. Оттогава градът е гарнизон (municipium). През 1 век Сполето става епископски град.
Емилиан, който в Мизия е провъзгласен от войниците му за император, е убит тук от тях през 253 г. малко преди започването на битката против неговия съперник Валериан I. По време на вандалските нападения и готските войни Сполето е важна крепост.
По време на лангобардите Сполето е столица на независимото Херцогство Сполето (около 570 г.). Графиня Матилда приписва през 1079 г. херцогството на папа Григорий VII.
През 1155 г. градът е разрушен от Фридрих Барбароса. През 1213 г. градът е превзет от папа Григорий IX.